# Kenny Rankin
Kenny Rankin (Nova Iorque, 10 de fevereiro de 1940 – Los Angeles, 7 de junho de 2009) foi um cantor e compositor de pop e jazz norte-americano.

## Discografia
- Mind-Dusters (Mercury, 1967)
- Family (Mercury, 1969)
- Like a Seed (Little David, 1972)
- Silver Morning (Little David, 1974)
- Inside (Little David, 1975)
- The Kenny Rankin Album (Little David, 1977)
- After the Roses (Atlantic, 1980)
- Hiding in Myself (Cypress, 1988)
- Because of You (Chesky, 1991)
- Professional Dreamer (Private Music, 1995)
- Here in My Heart (Private Music, 1997)
- The Bottom Line Encore Collection (The Bottom Line, 1999)
- A Christmas Album (Rankin Music, 1999)
- Haven't We Met? (Image Entertainment, 2001)
- A Song for You (Verve, 2002)

### Como convidado
Com Benny Carter
- Benny Carter Songbook (MusicMasters, 1996)
- Benny Carter Songbook Volume II (MusicMasters, 1997)